# Za Frûmi
Za Frûmi es un grupo musical sueco creado en 2000. Interpreta música oscura, de estilo dark ambient, inspirada en temas fantásticos.

## Historia
Za Frûmi surgió en 2000 como un proyecto formado por los artistas Simon Heath, Donald Persson y Simon Kölle. Donald Persson, sin embargo, lo abandonó pronto, en 2001, tras la grabación de los dos primeros álbumes de la banda (Za shum ushatar Uglakh y Tach). Jamás se había probado antes algo como el proyecto Za Frûmi, con música neo folk, dark wave y de tema fantástico.
La banda trabaja para el sello Waerloga Records, del mismo modo que Abnocto, otro proyecto paralelo de los dos mismos miembros. Simon Kölle también trabaja, además, en el proyecto musical llamado Musterion; y Simon Heath en Atrium Carceri y Knaprika, este último junto al exmiembro de Za Frûmi Donald Persson.
La música de la banda ha sido incluida por Waerloga en varias recopilaciones discográficas, y ha sido homenajeada y criticada en diversas publicaciones de ámbito internacional, como, por ejemplo, la revista Wired.

## Concepto discográfico
Za Frûmi trabaja en paralelo en dos series musicales diferentes:

### The Za Frûmi Saga
La serie llamada The Za Frûmi Saga narra las aventuras de una banda de orcos, una de las razas fantásticas malvadas creadas por el escritor británico J. R. R. Tolkien para poblar su Tierra Media. La serie se compone de una mezcla de música de inspiración fantástica y diálogos, en forma similar a un serial radiofónico con interludios musicales.
Los diálogos están escritos en la lengua negra de Mordor, una de las lenguas construidas por el propio Tolkien. Como Tolkien sólo esbozó este idioma, dejando un corpus de poco más de veinte líneas, ha sido objeto de cuidadosas reconstrucciones y ampliaciones por diversos lingüistas, la más importante de las cuales ha sido la realizada por David Salo por encargo de New Line Cinema para ser empleada en la las películas de El Señor de los Anillos dirigidas por Peter Jackson. Es precisamente esta última reconstrucción, a veces llamada «neo lengua negra» el idioma empleado por Za Frûmi para sus diálogos. Sin embargo, la música de estos discos también tiene gran relevancia, con el sonido de flautas profundas, grandes baterías, efectos de sonido ambientales y melodías neo folk.
La «saga» consta de tres álbumes de la banda: 
- el primer capítulo, Za shum ushatar Uglakh (que se puede traducir como «el gran guerrero Uglakh») fue publicado por Tarki Records en 2000, y posteriormente reeditado por Waerloga Records. Se centra en las aventuras de una banda de orcos: Uglakh (el líder), Dagalush (un pequeño trasgo), Khapul (una criatura fuerte y enjuta), y varios esclavos; que se encuentran con un vampiro.
- En el segundo capítulo, Tach (lo que se puede traducir como «hueso»), publicado en 2001 por Waerloga Records, la misma banda de orcos se lanza a la aventura en busca de un bastón de hueso, que ha sido dividido en tres fragmentos. El capítulo acaba de manera abrupta, en medio de la acción, y la trama no se resuelve hasta el capítulo siguiente.
- El tercer y último capítulo se titula Shrak ishi za migul (que se puede traducir como «encuentro en la niebla») y fue publicado el 12 de enero de 2007, también por Waerloga Records. En él se concluye la acción del capítulo anterior.

### Za Frûmi Legends
Za Frûmi Legends, la otra serie en la que ha trabajado la banda, es música de inspiración fantástica completamente instrumental. Consta de cuatro álbumes publicados hasta la fecha, todos ellos por Waerloga Records:
- 2002: Legends Act 1, que consta de temas más dispersos dentro del género fantástico, con guerras de enanos, música de una posada, bosques de troles, castillos encantados y sectas;
- 2004: Legends Act 2: Vampires, inspirado por la historia de dos vampiros;
- 2008, el tercer y cuarto episodios se pusieron a la venta de forma simultánea el 4 de julio, y tratan sobre misteriosos cultos, sectas y órdenes religiosas:[3]
  - Legends Act 3: Cults;
  - Legends Act 4: Orders.

### Recopilaciones
Waerloga Records también ha editado varias recopilaciones de la banda:
- 2005: A Tribute to Uglakh;
- 2009: The Box, un boxset con una tirada limitada de 100 copias, que contiene tanto The Za Frûmi Saga como Za Frûmi Legends, además de un disco especial con algunos remixes, material inédito y otras versiones de canciones de las dos series.[3]